# Mehammed Abdosh
République fédérale démocratique d'Éthiopie
Mehammed Abdosh (Ge'ez: መሐመድ አብዶሽ) est un des 112 membres du Conseil de la fédération éthiopien. Il est un des 19 conseillers de l'État Oromia et représente le peuple Oromo.